# Matignon-Abkommen (1988)
Die Matignon-Abkommen (französisch: Accords de Matignon bzw. Accords de Matignon--Oudinot) von 1988 sind Vereinbarungen, die am 26. Juni 1988 im Hôtel Matignon in Paris geschlossen wurden. Sie wurden auf Seiten der Indépendantistes von Jean-Marie Tjibaou und auf Seiten der Anti-Indépendantistes von Jacques Lafleur angeführt.

## Vereinbarungen
Die Abkommen sehen eine zehnjährige Frist vor, mit wirtschaftlichen und institutionellen Garantien für die Kanaken, bevor die Neukaledonier über ihre Unabhängigkeit entscheiden können.
Das Territorium wird in drei Provinzen aufgeteilt: Nordprovinz, Südprovinz und Loyalitätsinseln. Jede Provinz erhält eine Selbstverwaltung, die alle sechs Jahre neu gewählt wird. Die gemeinsamen Angelegenheiten werden durch einen Territorialkongress geführt. Diese umfassen das Steuerwesen, den Territorialhaushalt, das territoriale Straßennetz und weitere gemeinsame Infrastrukturmaßnahmen.
Jede Provinz kann eigenständig über den Provinzhaushalt, die lokale Infrastruktur und Wirtschaftsentwicklung, die Bildung an den Grundschulen in den Bereichen Lokalsprachen und lokaler Kultur sowie über eine Bodenreform bestimmen.
Alle weiteren Belange wie Außenbeziehungen, Verteidigung, Ein- und Ausreisekontrolle, Innere Sicherheit, Rechtswesen, Finanzverwaltung, das sekundäre und terziäre Bildungswesen und die Staatsangehörigkeit liegen beim französischen Staat.
Die Abkommen von Matignon wurden im Referendum in Frankreich 1988 zur Selbstbestimmung Neukaledoniens gebilligt. Es folgte 1998 das Abkommen von Nouméa. Referenden über die Unabhängigkeit Neukaledoniens wurden schließlich 2018, 2020 und 2021 durchgeführt, endeten aber jeweils mit einem Votum für den Verbleib Neukaledoniens bei Frankreich.